# 张悦楷
張悅楷（1925年9月9日—1997年5月24日），廣州人，人稱楷叔，又稱張楷，是一名粵語話劇、相聲演員和說書藝人，一級演員，被譽為「羊城笑星」。

## 生平
張悅楷於民國14年（1925年）在廣州出生，籍貫在石井乡槎头村（現屬廣州市白云区松洲街道槎龙村）。1933年，張悅楷進入廣州私立嶺南大學附屬小學就讀。民國26年（1937年）後，他輾轉於廣州、香港和澳門三地完成中學學業。民國32年（1943年），張悅楷考上廣州私立嶺南大學，進入土木工程系學習。大學期間，他曾於1946年參演校內紅灰劇團的劇目《大雷雨》，後又參演了學校劇藝研究社話劇《萬世師表》。他於1949年從嶺南大學畢業，此後曾在廣州和香港的私營建築公司中工作，擔任技術員。
1950年，張悅楷從香港返回廣州，加入華南人民劇團。在話劇《美國人民的呼聲》（又名《美國之音》）中張悅楷擔任主角飾演基德上尉，該話劇在廣州、中山等地方演出多場並受到觀眾的歡迎，張悅楷從而出名。
1952年，張悅楷参加了土地改革运动。1953年，響應當時「技術人員歸隊」的號召，他前往海南、貴州和北京，先後在華南公路工程指揮部、第二工程局、黔滇公路地段改建指揮部和公路總局第七工程局擔任技術員，參加公路的測設和修建工作。1957年夏，張悅楷被調回廣東話劇院，成為廣東省話劇團的演員。文化大革命爆發後，張悅楷和林兆明一起遭到批鬥。
1974年起，張悅楷為廣東人民廣播電台播講長篇小說。1977年、1983年和1988年，張悅楷連續擔任第四至六屆廣東省政協委員會文學藝術界的委員。除此之外，他還曾擔任過廣東省文聯委員和廣東劇協理事。1992年，他獲得國務院的特殊津貼的待遇。1995年，張悅楷被查出患有胃癌。
即使在病重住院期間，張悅楷還在繼續小說《蕭十一郎》的改寫，直到1997年2月12日他在書上留下“做不成这本小说了，再见！”字句，停止編寫為止。5月24日凌晨，張悅楷陷入昏迷，延至當日離世。他的告別會在5月30日舉行。
2002年6月11日，張悅楷生前寫下的《三國演義》、《基督山恩仇記》和《水滸傳》等多部講古手稿被列入廣東省檔案局名人檔案。這些手稿現時被保存在廣東省檔案局的庫房內。

### 家庭生活
在華南文藝學院期間，張悅楷因一次搶救轉移圖書工作而偶遇來自音樂系、剛剛進入學院的何蕴华。後來兩人成為戀人，並於1957年結婚。1965年何蕴华被查出患有鼻咽癌，醫生曾判斷她只剩下三年生命，但後來治愈。他們的獨生兒子在1962年出生，名叫張雷，後來成為一名醫生。

### 紀念
在廣州市白云区松洲街槎龙村的彭加木公園裡，建有張悅楷的紀念館。

## 評價
張悅楷擅長於話劇、相聲和說書，參演及主創作品數量眾多。在說書方面，他與北方著名說書藝人劉蘭芳並稱為「北劉南張」。他的作品通常以「前文再續，書接上一回，上回講到……」作為開場白。在中國大陸物質貧乏的時期，收音機是較為主流的信息傳播方式，因此其聽眾數量眾多，甚至出現人人都回家聽電台說書的情況。當時的廣州人都會儘早趕回家收聽《小說連播》節目。雖然張悅楷的講古作品甚多，但據他妻子說，這是他的「業餘愛好」；作品手稿都是利用閒餘時間寫出來的。直到現在，廣州許多電台都在重播張悅楷所錄製的說書。而在話劇表演上，他從粵劇和雕塑中吸收它們的長處，善於運用動作、表情等直觀的形象來展現劇中人物的內心情感。
同為粵語講古藝人、相聲和話劇演員，兼其好友的林兆明稱他是「生活上的好朋友，藝術上的好搭檔」。因此，在1997年張悅楷病逝後，他覺得“很難找到一個可以互相理解、互相接受，共同發揮的（搭檔）”，繼而決定不再表演粵語相聲。

## 作品

### 話劇
| 年份 | 名稱                        | 角色     | 註釋或參考 |
| ---- | --------------------------- | -------- | ---------- |
|      | 美國之音 （美國人民的呼聲） | 基德上尉 | [ 2 ]      |
|      | 七十二家房客                | 太子炳   | [ 7 ]      |
|      | 珠江风雷                    | 郭细九   | [ 7 ]      |
|      | 丹心谱                      | 方凌轩   | [ 7 ]      |
|      | 恨海奇光                    | 马太博士 | [ 7 ]      |
|      | 可口可笑                    |          | [ 8 ]      |

### 相聲
- 《歪批三國》[5]
- 《羊城十載東風》[5]
- 《對春聯》[5]
- 《花好月圓》[5]

### 說書
張悅楷曾在廣東電台、佛山電台等處錄製過說書，其中在佛山電台錄製有13部。他的說書作品題材廣闊，除了《三國演義》、《水滸傳》等小說，也有《书剑恩仇录》、《倚天屠龙记》等武俠小說。
| 名稱         | 首次播出日期  | 註釋或參考   |
| ------------ | ------------- | ------------ |
| 水滸傳       |               | [ 2 ]        |
| 楊家將       | 1982年5月下旬 | [ 11 ]       |
| 兴唐传       |               | [ 11 ]       |
| 鹿鼎记       |               | [ 11 ]       |
| 书剑恩仇录   |               | [ 11 ]       |
| 倚天屠龙记   |               | [ 11 ]       |
| 三國演義     |               | [ 11 ]       |
| 基度山恩仇记 |               | [ 3 ]        |
| 晚年的毛澤東 |               | [ 14 ]       |
| 紅岩         |               | [ 2 ]        |
| 李自成       |               | [ 2 ]        |
| 小李飞刀     |               | [ 16 ]       |
| 信是有缘     |               | [ 10 ]       |
| 红尘无泪     |               | [ 10 ]       |
| 书剑恩仇录   |               | [ 12 ]       |
| 艳阳天       |               | [ 12 ]       |
| 飛狐外傳     |               | [ 5 ]        |
| 蕭十一郎     |               | 遺作，未完成 |

### 其他
電影
- 南海潮（1962年）[3]

電視劇
- 亂世三美人[3]

小品
- 笑話百出[3]

廣告
張悅楷曾為星群夏桑菊錄製過電台廣告，這是他的唯一一個商業廣告。

## 獎項和榮譽
- 廣東十大講古明星[19]

## 外部連結
- 广东省档案馆名人库精选：著名曲艺表演家张悦楷《杨家将》录音节选（粵語）